# 施恩

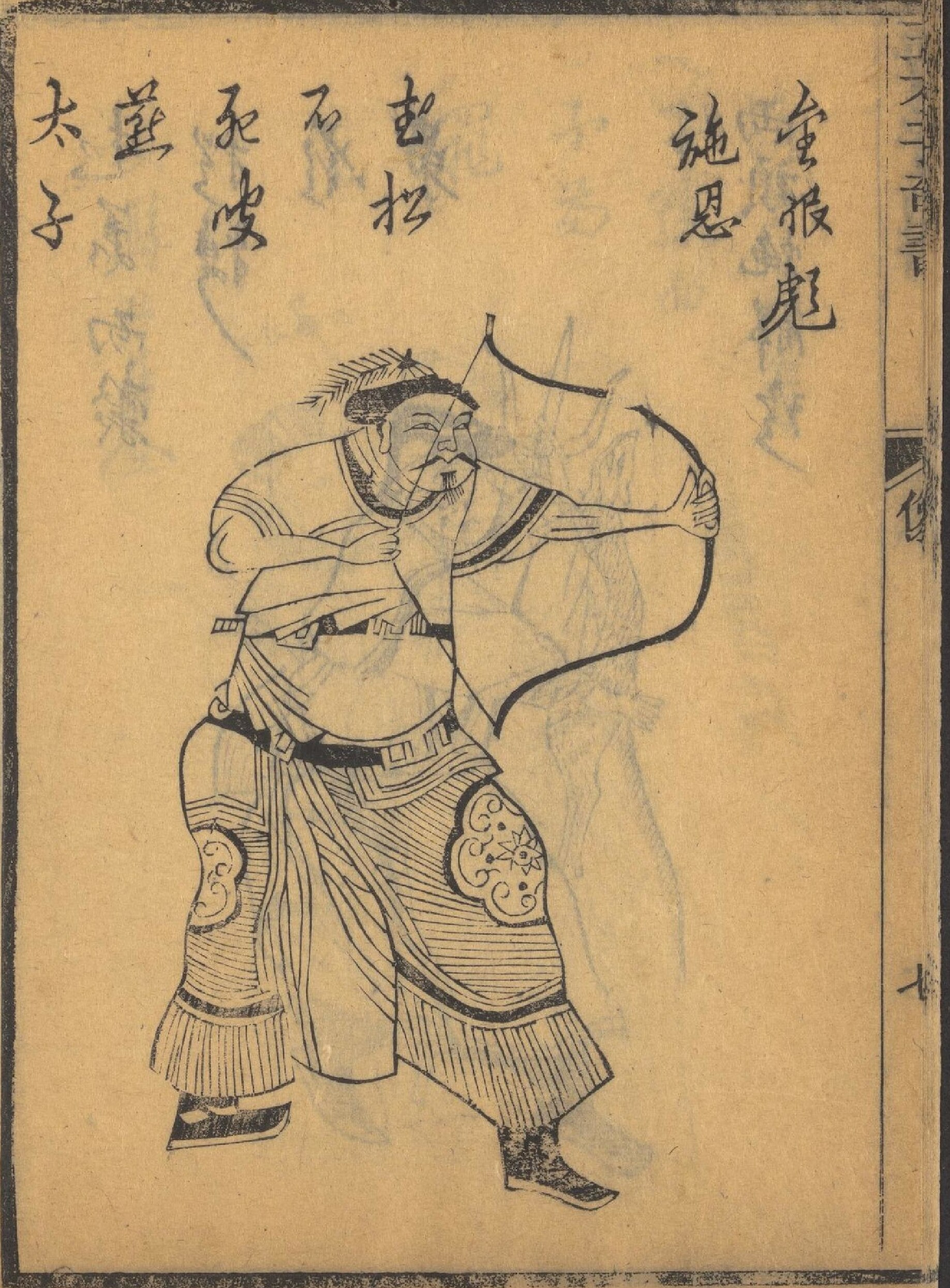
施恩

施 恩（し おん）は、中国の小説で四大奇書の一つである『水滸伝』の登場人物。梁山泊第八十五位の好漢で、地伏星の生まれ変わり。渾名は金眼彪（きんがんひょう）で、幼い頃から武芸をかじり、かなりの腕前だったので名付けられた。

## 生涯
孟州の典獄の息子であり、美しい髭を蓄えていた。
縄張りの快活林を張団練配下の蔣門神（蔣忠）に奪われ、取り返そうとするがぶちのめされ、腕を折られて退散する。とうてい敵わないと歯噛みしていたところ、武松が安平寨へ流されてきたので、彼にご馳走をふるまい、厚くもてなした。恩義を感じた武松は、施恩の頼みを聞き入れて蔣門神を倒し、快活林を取り戻す。以降から施恩は武松と義兄弟を誓って自分は義弟と称した。
しかし、蔣門神の上司である張団練の一族の都監・張蒙方の策により、武松は陥れられて流刑囚となる。施恩は武松を助けようとするが徒労に終わり、蔣門神に再び叩きのめされ、快活林を奪われてしまう。それを知った武松は、護送役人を殺して孟州へ戻ると、蔣門神・張団練・張蒙方一家を惨殺して逃亡した。
この一件で施恩も孟州に居られなくなり、典獄一家である両親を連れて逃げるが、旅の途中で両親が亡くなる。流離ううちに、武松が二竜山の頭目になっていると聞き、自身も二竜山に身を投じた。二竜山が梁山泊へ合流した後は、歩兵軍将校として戦いに参加。方臘討伐中、常熟へ向かう途中に船から落ちて溺死する。